# Geneseo (hardware)
Geneseo è il nome in codice di una tecnologia, sviluppata da Intel con l'appoggio di IBM e un'altra dozzina di produttori, che avrebbe dovuto consentire il funzionamento di speciali co-processori, sviluppati dai propri partner, in abbinamento ai propri processori. Si tratta di una tecnologia che ricorda molto quella chiamata "Torrenza", sviluppata da AMD.

## Geneseo come evoluzione di PCI Express
A differenza della tecnologia AMD, in cui i co-processori alloggeranno direttamente in un socket identico a quello della CPU, l'approccio di Intel prevede la connessione attraverso un'estensione del bus PCI Express.
Quindi Intel seguirebbe l'esempio di AMD aprendo la sua piattaforma server, introducendo una sorta di alternativa al BUS HyperTransport del concorrente (utilizzato nelle architetture dell'Athlon 64 e dell'Opteron). Pur non offrendo tutti i meccanismi di coerenza della cache e condivisione della memoria forniti da HyperTransport, Geneseo permetterà ai vari dispositivi di comunicare molto più velocemente rispetto all'uso del tradizionale BUS PCI-Express, grazie all'interfacciamento diretto con l'FSB e alla condivisione più efficiente di cache e RAM. Grazie a questa tecnologia verranno supportati in modo più specifico chip specializzati nell'accelerare grafica, cifratura dei dati, calcoli matematici e altre applicazioni.

## Abbinamento tra Geneseo e "QuickPath Interconnect"?
Non è ancora chiaro, sebbene appaia probabile, se Intel porterà i propri partner a sviluppare co-processori compatibili con la propria QuickPath Interconnect (QPI), cioè l'interfaccia di nuova generazione che è prevista al debutto alla fine del 2008 con le soluzioni Itanium 2 Tukwila e quelle Xeon Beckton (oltre che ovviamente in tutti gli altri prodotti basati sulla futura architettura Nehalem). D'altra parte, la tecnologia QPI assomiglia molto a quella che dovrebbe essere l'alternativa Intel ad HyperTransport.